# Pterolophia anoplagiata
Pterolophia anoplagiata là một loài bọ cánh cứng trong họ Cerambycidae.